# Bauernaufstand von Tambow

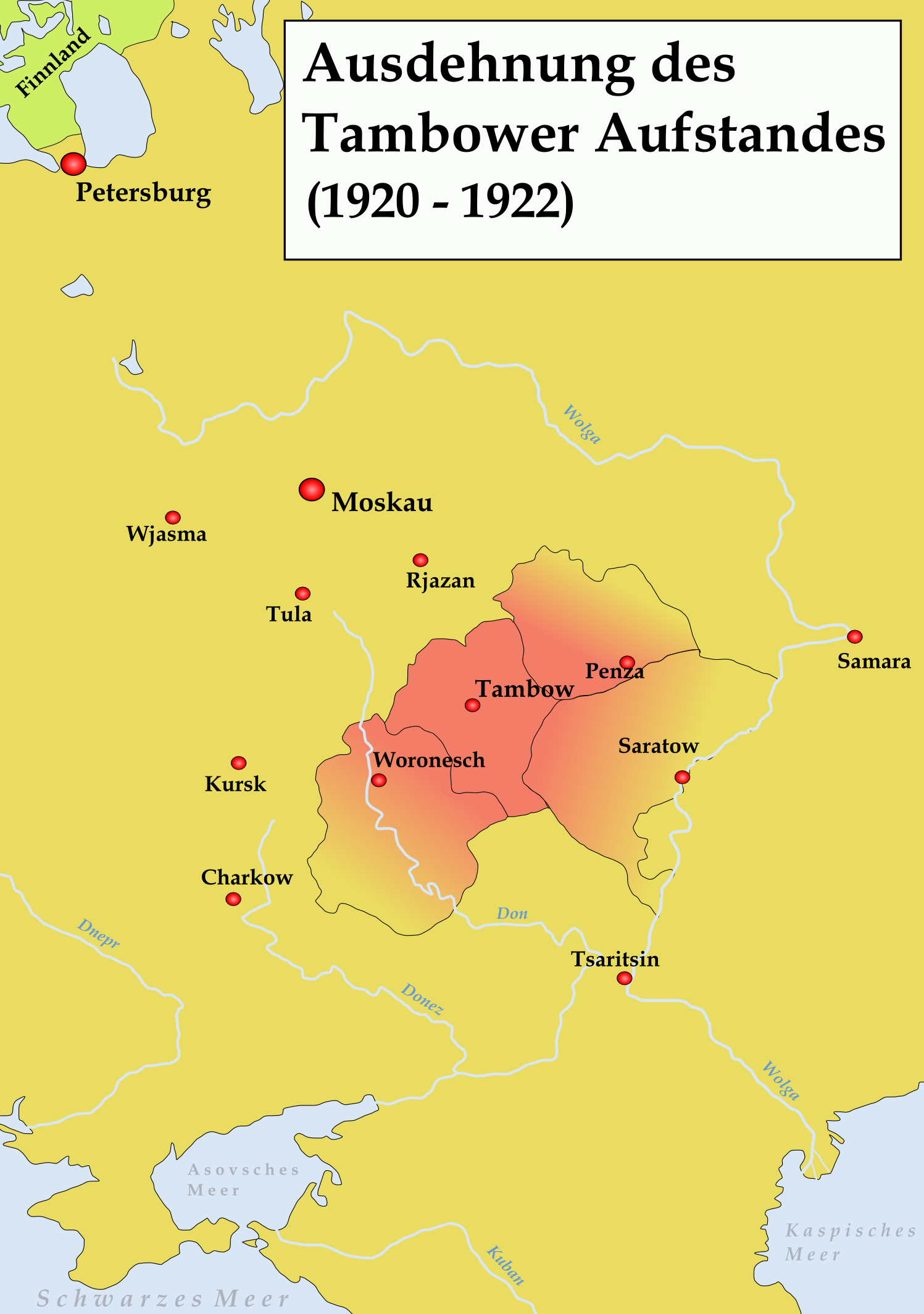
Ausdehnung des Bauernaufstands von Tambow

Der Bauernaufstand von Tambow (russisch Тамбовское восстание/Tambowskoje Wosstanije/Tambower Aufstand), nach dem Anführer Alexander Stepanowitsch Antonow auch Antonowschtschina genannt, war ein bewaffneter Aufstand von Bauern mit dem Zentrum im Gouvernement Tambow. Er richtete sich gegen die Regierung der Bolschewiki. Er begann im August 1920 mit dem Widerstand gegen die Zwangseinziehung von Getreide und entwickelte sich zu einem Guerillakrieg gegen die Rote Armee, Einheiten der Tscheka und die sowjetrussischen Behörden. Schätzungen zufolge wurden im Verlauf der Niederschlagung des Aufstandes rund 100.000 Menschen inhaftiert und rund 15.000 erschossen. Die Rote Armee setzte beim Kampf gegen die Bauern auch chemische Waffen ein. Der Großteil der Bauernarmee wurde im Sommer 1921 zerschlagen, kleinere Gruppen hielten sich noch bis in das folgende Jahr.

## Vorgeschichte
Die Sowjetregierung war im Russischen Bürgerkrieg zum Kriegskommunismus übergegangen. Lebensmittel für den Bedarf der Städte wurden durch Zwangsrequirierungen aus den Dörfern ohne finanzielle Gegenleistung beschafft. Dies stieß auf den Widerstand der bäuerlichen Bevölkerung, insbesondere, da die Requirierungen oft gewaltsam durchgeführt wurden und mit Plünderungen durch die Beschaffungskommandos einhergingen. Ebenso wurde die Menge des zu requirierenden Getreides nicht nach der tatsächlichen Produktion bemessen. Kommissionen gaben anhand der Vorkriegsproduktion einen groben Schätzwert, sodass Zerstörungen, Missernten und Bevölkerungsschwund nicht eingerechnet wurden. Die Bauern reagierten oft mit einer Verkleinerung ihrer Anbauflächen, da ihnen kein ökonomischer Anreiz mehr gegeben war, Überschüsse zu produzieren. Dies machte die von oben befohlenen Ablieferungsmengen noch utopischer. Anders als in den Städten hatten die Bolschewiki in den ländlichen Regionen kaum Anhänger, wo bei den verschiedenen Wahlen des Jahres 1917 stets die Partei der Sozialrevolutionäre breite Mehrheiten errungen hatte. Der bolschewistischen Ideologie begegneten die Bauern größtenteils mit Indifferenz. Der sowjetische Politiker Wladimir Antonow-Owsejenko, später selbst mit der Niederschlagung des Aufstandes befasst, charakterisierte die Bauern folgendermaßen:

„(Sie) haben sich daran gewöhnt, die Sowjetregierung als etwas Fremdes zu betrachten, etwas, das nichts anderes tut, als Befehle zu geben, das mit großem Eifer, aber wenig wirtschaftlichem Verstand verwaltet.“

Die Requirierungspolitik wurde auch im Gouvernement Tambow durchgeführt, einer relativ wohlhabenden, agrarisch geprägten Region 350 Kilometer südöstlich von Moskau. Die Bauern des Gouvernements hatten die Oktoberrevolution zu großen Teilen unterstützt, da Lenins Dekret über Grund und Boden die Enteignung des Gutsbesitzerlandes legalisierte. Trotzdem hatten die Bolschewiki im Lauf der folgenden Jahre Probleme, die Kontrolle über das Gouvernement zu halten. Im März 1918 wurden ihre Delegierten anlässlich des Abschlusses des Friedens mit dem Deutschen Reich sogar aus den örtlichen Sowjets geworfen. Es gelang ihnen zwar, ihre Herrschaft in den nächsten Jahren zu festigen, doch war dazu immer wieder die Anwendung von Gewalt notwendig.
Vor der Revolution produzierten die Bauern im Gouvernement rund eine Million Tonnen Getreide. Davon wurde ein Drittel exportiert. Anhand dieser Zahlen, welche die Verwerfungen des Bürgerkrieges auf dem Land nicht mit einkalkulierten, wurde ein hohes Soll für die Getreidebeschaffung veranschlagt. Laut einer Schätzung des Historikers Orlando Figes wären bei vollständiger Einziehung der veranschlagten Menge jedem bäuerlichen Haushalt nur rund 10 Prozent der Menge an Getreide verblieben, die für Ernährung, Aussaat und Tierfutter benötigt wurden. Bis zum Januar 1921 wurde die Hälfte des veranschlagten Getreides eingezogen. Antonow-Owsejenko bemerkte aus eigener Anschauung, dass jeder zweite Bauer in Tambow hungerte.

## Ausbruch des Aufstandes
Im August 1920 begann der bewaffnete Widerstand der Bauern gegen die Getreideeinziehung in einem Dorf des Gouvernements Tambow namens Chitrowo. Die Bauern verweigerten die Ablieferung ihres Getreides und töteten mehrere Mitglieder des dortigen Beschaffungskommandos. Ein sowjetischer Behördenbericht fasste die Gründe für den Gewaltausbruch wie folgt zusammen:

„Die Kommandos ließen sich einige Übergriffe zu Schulden kommen. Auf ihrem Durchzug plünderten sie alles, selbst Kissen und Küchengeräte. Sie teilten sich die Beute und verprügelten vor aller Augen alte Männer von 70 Jahren. Die Alten wurden bestraft, weil man ihrer fahnenflüchtigen, sich in den Wäldern versteckenden Söhne nicht habhaft wurde (…) Was die Bauern auch in Aufruhr versetzte, war die Tatsache, dass das beschlagnahmte Korn bis zum nächsten Bahnhof gekarrt wurde und dort unter freiem Himmel verdarb.“

In Erwartung eines Angriffs seitens der Roten Armee zur Durchsetzung der Getreidebeschaffung bewaffneten sich die Bauern des Dorfes. Da nur wenige Gewehre vorhanden waren, geschah dies zum Teil mit Mistgabeln und Keulen. Andere Dörfer schlossen sich dem Aufstand gegen die sowjetischen Behörden an, und es gelang ihnen, die eilig herangebrachten Einheiten der Roten Armee zurückzuschlagen. Ein Faktor für diesen Erfolg war die Belastung der Roten Armee durch den gleichzeitig stattfindenden Polnisch-Sowjetischen Krieg und das Vorgehen gegen Wrangels Weiße Armee auf der Krim, infolgedessen waren nur rund 3.000 Soldaten der Roten Armee in der Region Tambow verfügbar. Diese Soldaten waren aus den örtlichen Dörfern eingezogen worden und besaßen außerdem oft eine geringe Motivation, gegen ihre eigenen Standesgenossen vorzugehen.
Die Bauern unternahmen nach ihrem ersten Erfolg den Versuch, Tambow, die Hauptstadt des Gouvernements, zu erobern. Dort scheiterten sie allerdings an der Verteidigung der Roten Armee. Nach dieser Niederlage setzte sich Alexander Antonow, ein ehemaliger Sozialrevolutionär, an die Spitze der Bewegung. Antonow selbst hatte bereits vor dem Aufstand mit wenigen Mitstreitern im Untergrund gegen die Bolschewiki gekämpft und war in Abwesenheit zum Tode verurteilt worden. Da er der Verfolgung durch die sowjetischen Behörden entgehen konnte, war er für die Bauern eine Art Volksheld. Er forderte, den freien Handel und Warenverkehr wieder zuzulassen, die Getreiderequirierungen zu beenden und die sowjetische Verwaltung sowie die Tscheka abzuschaffen. Antonow ging als Führer des Aufstandes zum Guerillakrieg über. Seine Truppen führten überraschende Überfälle auf Eisenbahnknotenpunkte, Kolchosen und sowjetische Behörden durch. Dabei wurden sie von der Bevölkerung unterstützt und nutzten die Dörfer als Deckung und Ruheraum. Ebenso verkleideten sie sich oft als Soldaten der Roten Armee, um sich auf dem Land zu bewegen oder das Überraschungsmoment zu verstärken. Sozialrevolutionäre in der Region Tambow gründeten auch einen Bund der werktätigen Bauern, der als politische Organisation der Aufständischen fungieren sollte und mit dem Antonow zusammenarbeitete, obwohl er die Partei verlassen hatte. Ende 1920 hatte er rund 8.000 Aufständische unter seinem Befehl. Im Frühjahr 1921 führte Antonow die Wehrpflicht für die Bauern in den aufständischen Gebieten ein. Daraufhin stieg die Stärke der Rebellen auf 20.000 bis 50.000 Mann. Antonow organisierte die Bauern nach dem Vorbild der Roten Armee in 18 bis 20 Regimentern mit eigenen Politkommissaren, Aufklärungsabteilungen und Kommunikationsabteilungen. Ebenso führte er eine strikte Disziplin ein. Die Bauern verwendeten als Feldzeichen die Rote Fahne und reklamierten somit das zentrale Symbol der Revolution für sich. Antonows Rebellen führten weiterhin einen Guerillakrieg gegen die sowjetischen Behörden.
Der spätere Marschall der Sowjetunion Georgi Schukow, welcher bei den Kämpfen mit den Aufständischen eine Kavallerieschwadron befehligte, schilderte die Strategie der Aufständischen in seinen Memoiren folgendermaßen:

„Die Taktik der Antonow-Leute lief dementsprechend darauf hinaus, dem Kampf mit größeren Einheiten der Roten Armee auszuweichen, nur dann zu fechten, wenn absolute Siegesgewissheit bestand und die eigenen Kräfte überlegen waren, und sich aus einer ungünstigen Kampfsituation nötigenfalls in kleinen Gruppen und nach verschiedenen Richtungen abzusetzen, um sich anschließend an einem verabredeten Treffpunkt wieder zu sammeln.“

Sie konnten große Teile der Region unter ihre Kontrolle bringen, außerdem gelang es ihnen, Eisenbahnzüge mit requiriertem Getreide zu erbeuten. Das nicht zur Versorgung der Bewaffneten benötigte Getreide wurde von Antonows Männern an die örtlichen Bauern verteilt. Der Aufstand sprang auch auf Teile der Gouvernements Woronesch, Saratow und Pensa über. In den von ihnen kontrollierten Gebieten wurden sämtliche sowjetischen Institutionen abgeschafft. Rund 1.000 Mitglieder der Kommunistischen Partei wurden von den Aufständischen meist nach Folterungen getötet.
Im Oktober 1920 hatten die Bolschewiki die Kontrolle über das ländliche Gebiet des Gouvernements vollständig verloren. Sie beherrschten nur noch die Stadt Tambow selbst und eine Reihe kleinerer städtischer Ansiedlungen.

## Niederschlagung des Aufstands
Im August wurde über das Gouvernement Tambow das Kriegsrecht verhängt. Die offizielle Propaganda der Bolschewiki versuchte, die Aufständischen als Banditen zu diskreditieren, die von den Sozialrevolutionären geführt wurden. Aus internen Berichten der sowjetischen Behörden geht hervor, dass sich die Führung sehr wohl darüber im Klaren war, dass es sich um einen spontanen Aufstand der Bauern ohne eine tragende Rolle der Partei der Sozialrevolutionäre handelte. Die Zentralorgane der sozialrevolutionären Partei verurteilten den Aufstand auch öffentlich und verboten ihren Parteimitgliedern jegliche Unterstützung der Rebellen. Dieser Aufruf fand allerdings unter den örtlichen Parteiangehörigen wenig Resonanz. Er hielt die Tscheka auch nicht davon ab, eine Welle der Repressionen gegen Mitglieder dieser Partei in der Region Tambow zu beginnen. Bereits im September 1920 reagierten die Behörden und die Rote Armee mit militärischer Gewalt auf die Rebellion der Bauern. Aufständische wurden hingerichtet und mehrere Dörfer niedergebrannt. Dies konnte den Aufstand allerdings nicht aufhalten.
Im Februar 1921 wurde Wladimir Antonow-Owsejenko als Vorsitzender einer Generalbevollmächtigten Kommission nach Tambow geschickt, um den Aufstand zu beenden. Die Kommission berichtete direkt an Lenin und unterstand direkt seiner Befehlsgewalt. Antonow-Owsejenko zielte bei der Niederwerfung des Aufstands auf die zivilen Unterstützer der Rebellen ab. Er ordnete, mit vorheriger Genehmigung Lenins, eine Welle von Deportationen und Geiselerschießungen an. Im Mai 1921 wurde Michail Tuchatschewski auf Befehl Lenins als militärischer Oberbefehlshaber für die Niederschlagung des Aufstandes nach Tambow beordert. Ihm zugeteilt waren 100.000 Soldaten inklusive Panzer und schwere Artillerie. Soldaten der Roten Armee waren seiner Truppe zugeteilt, doch waren sie in der Minderheit. Die Mehrheit der eingesetzten Einheiten bestand aus Sonderkommandos der Tscheka. In Tuchatschewskis Verbänden befanden sich auch sogenannte internationale Einheiten, die aus Ungarn und asiatischen Volksgruppen bestanden. Tuchatschewski schätzte ihre Bereitschaft, gegen die Bauern vorzugehen, höher ein als die der meist bäuerlich geprägten russischen Rekruten. Außerdem wurde ein möglichst hoher Anteil von Angehörigen der kommunistischen Jugendorganisation Komsomol seinen Einheiten zugeteilt, da man diese für politisch loyal hielt. Die Rebellen antworteten auf die Maßnahmen Tuchatschewskis und Owsejenkos mit Attentaten, Entführungen und Erschießungen von Familienmitgliedern von Parteimitgliedern und Angehörigen der Roten Armee. Die Kämpfe mit den Partisanen nahmen bürgerkriegsartige Ausmaße an, und die Ressourcen und Organisationsstrukturen, welche die sowjetische Regierung gegen sie aufbot, ähnelten denen einer Front im Bürgerkrieg. Schukow schilderte das Gefecht mit einem Verband der Aufständischen wie folgt:

„Wir gerieten in einen überaus heftigen Kampf. Der Feind sah, daß wir ihm zahlenmäßig weit unterlegen waren, und rechnete damit, uns überrennen zu können. Das war jedoch nicht so einfach. Glücklicherweise waren der Schwadron, wie ich bereits vorher erwähnte, vier schwere Maschinengewehre mit großem Munitionsvorrat und ein 76-mm-Geschütz beigegeben. Die Schwadron manövrierte mit MGs und Geschütz und schoss direkt in die Reihen des Gegners hinein. Wir sahen, wie sich das Schlachtfeld mit gefallenen Feinden bedeckte, und zogen uns Schritt für Schritt kämpfend zurück.“

Auf den Gegenterror der Partisanen reagierte Antonow-Owsejenko mit einer Verschärfung seiner Maßnahmen. Zivilisten, die nicht bereit waren, ihre Namen zu nennen, wurden ohne Verfahren erschossen. Bei Waffenfunden wurde das älteste arbeitsfähige Mitglied der Familie erschossen. Dasselbe galt für das Verstecken von Aufständischen. In diesem Falle wurde die Familie aber noch zusätzlich enteignet und deportiert. Unter diese Regelung fiel auch, Kinder oder Waisenkinder von Rebellen bei sich aufzunehmen. Im Falle der Flucht einer Familie aus dem Dorf wurde sie enteignet, ihr Haus niedergebrannt und der bewegliche Besitz unter loyalen Bauern verteilt. Im März 1921 wurde schließlich die Zwangseinziehung von Getreide in den aufständischen Regionen eingestellt. Infolgedessen sank die Bereitschaft der Zivilbevölkerung, die Rebellen zu unterstützen. Im Mai 1921 gelang es Tuchatschewski durch planmäßige Besetzung von Dörfern, die Rebellen mehr und mehr in die Waldgebiete der Region um Tambow abzudrängen und zu isolieren. Er erhielt im Juni die Erlaubnis von Antonow-Owsejenkos Kommission, in den Wäldern Giftgas einzusetzen, und befahl seinen Einheiten auch dieses anzuwenden. Bis Juni 1921 wurde Antonows Armee eingekreist und vernichtet. Antonow selbst entkam und wurde erst ein Jahr später von sowjetischen Behörden gestellt und erschossen. Anfang September 1921 operierten nur noch versprengte Gruppen von Aufständischen, die zusammen auf rund 1.000 Bewaffnete geschätzt wurden. Es dauerte noch bis Mitte 1922, bis die Provinz ganz zur Ruhe kam.

## Folgen
Die Niederschlagung des Aufstandes führte zu sehr schweren Opfern unter der Bevölkerung. Schätzungen zufolge befanden sich im Juli 1921 rund 50.000 Menschen aufgrund der Revolte in speziell für sie angelegten Konzentrationslagern, darunter rund 1.000 Kinder. Die Insassen litten schwer unter Cholera- und Typhusepidemien. Die Todesrate wird für den Herbst 1921 auf rund 15–20 % pro Monat geschätzt. Genaue Zahlen über die Opfer des Aufstandes sind nicht verfügbar. Eine Gesamtschätzung beläuft sich auf rund 100.000 Inhaftierte und rund 15.000 von Seiten der Behörden hingerichtete Personen. Infolge der militärischen Operationen gegen die Rebellen ergaben sich rund 6.000 ihrer Kämpfer. Diese wurden entweder erschossen oder deportiert. Die Deportierten wurden nach der Niederschlagung des Aufstandes aus den örtlichen Lagern in spezielle Lager in den nördlichen Regionen Russlands verlegt. Diese Lager waren ansonsten für Offiziere der Weißen Armee und gefangene Aufständische aus Kronstadt reserviert. In den Lagern herrschte gegenüber dem restlichen Lagersystem eine besonders hohe Sterblichkeit der Häftlinge. Die Verheerungen der Kämpfe und Strafmaßnahmen führten zusammen mit der Landwirtschaftspolitik der Bolschewiki zu einer Hungersnot in den Gebieten der Aufständischen. Neben Tambow waren in den folgenden beiden Jahren weite Teile Russlands betroffen.
Der Führung der Bolschewiki diente der Aufstand als Anlass, gegen die Partei der Sozialrevolutionäre vorzugehen. Mitte 1921 befanden sich Tausende ihrer Mitglieder in Gefängnissen und Lagern der Tscheka, darunter alle Mitglieder des Zentralkomitees der Partei, das den Aufstand verurteilt hatte. Der Aufstand und das Attentat Fanny Kaplans auf Lenin im Jahre 1918 dienten den Behörden als Anklagepunkte im Schauprozess gegen die Spitzen der Sozialrevolutionäre im Juni 1922, der die endgültige Zerschlagung der Partei einleitete.
Der Aufstand machte aber auch der sowjetischen Führung ihr Versagen im Umgang mit den Bauern klar. Infolgedessen wird der Aufstand als einer der Faktoren gesehen, die Lenin dazu bewogen, die Neue Ökonomische Politik einzuleiten. Der russische Soziologe und Zeitzeuge Pitirim Sorokin folgerte sogar, dass die Aufständischen die NEP durch ihre Aktionen erzwungen hätten. Die neue Politik setzte eher auf eine an der tatsächlichen Produktion orientierte Naturalsteuer statt auf Zwangseinziehungen landwirtschaftlicher Erzeugnisse. Auf militärischem Gebiet wird erwähnt, dass der sowjetische Heerführer Michail Frunse von der Widerstandskraft der Guerilleros gegen reguläre Truppen beeindruckt war. Er ließ deshalb als Oberbefehlshaber der Roten Armee in den zwanziger Jahren Studien über den Guerillakampf erstellen. Dies wird als eine Vorbedingung des Partisanenkriegs der Roten Armee im Zweiten Weltkrieg gegen die deutschen Invasoren angesehen.

## Literarische Verarbeitungen
Alexander Solschenizyn beschäftigte sich in seiner Erzählung „Ektow, der Philanthrop“, erschienen 1995 in der russischen Literaturzeitschrift Nowy Mir, mit dem Aufstand. Er schildert darin das Schicksal einer fiktiven Figur aus der städtischen Intelligenzija, die sich dem Aufstand anschließt. Gleichzeitig veröffentlichte er 1995 eine weitere Erzählung namens „Ein Heldenleben“. Darin gestaltet Solschenizyn den Werdegang des sowjetischen Marschalls Georgi Schukow aus und schildert darin auch den Bauernaufstand als Episode seines Aufstiegs an die Spitze der sowjetischen Gesellschaft.

### Wissenschaftliche Darstellungen
- Nicolas Werth: Ein Staat gegen sein Volk. Gewalt, Unterdrückung und Terror in der Sowjetunion. In: Stéphane Courtois, Nicolas Werth, Jean-Louis Panné, Andrzej Paczkowski, Karel Bartosek, Jean-Louis Margolin. Mitarbeit: Rémi Kauffer, Pierre Rigoulot, Pascal Fontaine, Yves Santamaria, Sylvain Boulouque: Das Schwarzbuch des Kommunismus. Unterdrückung, Verbrechen und Terror. Mit einem Kapitel „Die Aufarbeitung der DDR“ von Joachim Gauck und Ehrhard Neubert. Aus dem Französischen von Irmela Arnsperger, Bertold Galli, Enrico Heinemann, Ursel Schäfer, Karin Schulte-Bersch, Thomas Woltermann. Piper. München, Zürich 1998, S. 51–295 und S. 898–911, ISBN 3-492-04053-5.
- Orlando Figes: Die Tragödie eines Volkes. Die Epoche der russischen Revolution 1891 bis 1924. (Originaltitel: A people's tragedy, übersetzt von Barbara Conrad unter Mitarbeit von Brigitte Flickinger und Vera Stutz-Bischitzky). Berlin-Verlag, Berlin 1998, ISBN 3-8270-0243-5.
- Erik C. Landis: Bandits and partisans. The Antonov movement in the Russian Civil War, Pittsburg, PA (University of Pittsburgh Press) 2008. ISBN 0-8229-4343-3. ISBN 978-0-8229-4343-3.
- Richard Pipes: Russia under the Bolshevik Regime. Random House, New York, NY 1994, ISBN 0-394-50242-6.
- Peter Scheibert: Lenin an der Macht. Das russische Volk in der Revolution 1918–1922. VCH – Acta humaniora, Weinheim 1984, ISBN 3-527-17503-2.
- Seth Singleton: The Tambov Revolt (1920–1921). in: Slavic Review 25, Heft 3 (1966), S. 497–512.

### Literarische Werke
- Alexander Solschenizyn: Ein Heldenleben [zwei Erzählungen: „Ektow, der Philanthrop“, „Ein Heldenleben“], übersetzt aus dem Russischen von Heddy Pross-Weerth. Piper, München / Zürich 1995, ISBN 3-492-03845-X / ISBN 3-492-22567-5 (3. Auflage 1998).